# Carly Wijs
Carly Wijs, née le 24 novembre 1966 à Amsterdam, est une actrice, réalisatrice et autrice néerlandaise et britannique. Elle travaille surtout au théâtre mais aussi au cinéma et à la télévision.

## Biographie.
Carly Wijs est née à Amsterdam le 24 novembre 1966.En 1990, elle est diplômée de l'Académie de théâtre de Maastricht.
Elle fait ses débuts d'actrice en 1989 dans Hess is dood. En 1992, elle partage la vedette avec Dirk Roofthooft (nl) dans Het liegen in ontbinding, réalisé par Guy Cassiers au Kaaitheater.
À partir de 1993, elle travaille pour les compagnies théâtrales  NTGent (nl), De Onderneming (nl), De Roovers (nl), Tg Stan, Ultima Vez et Needcompany.
En 2004, elle fonde la structure Exiles pour produire son propre travail. Elle crée notamment Wat is denken? (2004), Niemand kan het (2008) et F=ma (2010).
En 2008, elle rejoint le collectif Caravan Production.
Elle joue dans des spectacles du Kunstenfestivaldesarts, Het Dikkeschrift (2000), ÜBUNG (2001) et RUHE (2007).
En 2010, elle joue dans De Slag bij Dobor (Hetpaleis (nl)). En 2014, elle écrit et réalise Wij/ Zij  sur la prise d'otage meurtrière de Beslan, pour le théâtre pour jeunes BRONKS (nl). La pièce est jouée au festival Edinburgh Fringe en 2016, puis à Londres, au Cap et à Montréal.
Carly Wijs joue également dans divers films et séries télévisées. À la télévision, on la voit dans la série dramatique néerlandaise Divorce (nl), dans Oud geld (nl), Lijn 32 (nl) et Pleidooi (nl).
En 2016, elle publie son premier roman Het twijfelexperiment qui est proposé pour le prix De Bronzen Uil (nl) du meilleur premier roman.
Sara Wijs a été mariée à l'acteur Tom Jansen. Elle a un fils, né en 2005. En 2008, elle s'installe à Molenbeek et en 2016 à Bruxelles.
Elle enseigne à l'école de théâtre RITCS et à l'école de danse P.A.R.T.S.

## Filmographie

### Cinéma
- 1996 : Domburg : Asha
- 1997 : The Scarlet Seduction : Angelica
- 1998 : Rescuers: Stories of Courage: Two Couples de Tim Hunter, Lynne Littman et Tony Bill[13]
- 2001 : Brush with Fate : La professeur de la faculté
- 2001 : De enclave	: L'avocate van Bokan
- 2004 : Ellis in Glamourland (nl) : Frederique
- 2005 : Off Screen (nl) : Jane Keppler
- 2007 : Moordwijven (nl) : Lizzy Braakhoven
- 2007 : Alles is liefde : Hanna Levy
- 2010 : The Nobel Prize Winner de Timo Veltkamp[1]
- 2011 : Monkey Sandwich de Wim Vandekeybus : Carly[14]
- 2012 : Cop vs Killer (nl) : Roos Velder
- 2016 : Rokjesdag (nl) : Alexandra
- 2017 : Love Revisited de Nicole van Kilsdonk : Nathalie[15]
- 2017 : Lucky in Love de Johan Nijenhuis : Valerie[16]
- 2018 : Superjuffie (nl) de Martijn Smits : Edna[17]

### Téléfilms
- 1993 : Pleidooi (nl) : Myrna
- 1995 : Inspecteur de Cock (Baantjer) : Mariska Tromp
- 1996 : Zwarte sneeuw (nl) : Marion
- 1998 : Inspecteur de Cock (Baantjer) : Eva Albarez
- 1999 : Schoon goed: Katrina
- 1998-1999 : Oud Geld (nl) : Sonja Albrechts
- 2000 : Blauw blauw (nl) : Asha el Habib
- 2000 : Verkeerd verbonden (nl) : Diana
- 2002-2015 : De vloer op (nl) : Diverses rôles
- 2003 : Inspecteur de Cock (Baantjer) : Karla Koolhoven
- 2003 : Wet & Waan (nl)	: Docteur Woldering
- 2004 : De afdeling : Erica
- 2004 : Missie Warmoesstraat (nl) : Martha Marsman
- 2006 : Man en paard (nl)	: Isabella van Erven Dorens
- 2006 : Jardins secrets (Gooische Vrouwen) : Dieetgoeroe
- 2006 : Keyzer & De Boer Advocaten : Margot Kooiman
- 2007 : Spoorloos verdwenen (nl) : Emma de Bree
- 2009-2010 :2012, het jaar nul (nl) : Frieda Nachtegaal
- 2010 : Verborgen gebreken (nl) : Merel de Wit
- 2012 : The Spiral : Joan Levalier
- 2012 : Lijn 32 (nl): Hanneke
- 2012-2016 : Divorce: Tamar Mendelbaum
- 2013 : Verliefd op Ibiza (nl) : Parvati
- 2017 : Suspects : Susan Vlaanderen
- 2018 : De TV Kantine (nl) : Monica Geller